# PS one
PS one（ピーエス ワン）は、ソニー・コンピュータエンタテインメント（SCE）（現・ソニー・インタラクティブエンタテインメント（SIE））が2000年7月7日に発売した家庭用ゲーム機。PlayStationのバリエーションの一つ。
1994年12月3日に発売したPlayStation (以下、PS) の小型版。本体と同時に『ファイナルファンタジーIX』が発売された。
発表当時、SCE社長だった久夛良木健は「PCで言うならノートパソコン。気軽に持ち運びができるから枕元やテーブル、外出・旅行先などでぜひ楽しんで欲しい。」「モバイルネットワーク時代に向けたハード」と販促をアピールした。アピール通り、外出先でPSのゲームを遊ぶことはできたが、ノートパソコンのように電池駆動が実現しておらず、液晶モニターが別売りの問題があり、同年代に展開されていたゲームボーイカラーやワンダースワンなどの携帯型ゲーム機と比較をすれば、携帯性は低い。気軽さはテレビとAVケーブルが不要な程度である。
本機発売に先立って、2000年3月4日にはPlayStation 2（以下、PS2）が発売され、同機種でもPSのソフトが動作することや、ソフトウェア市場の世代交代が順調に進んだことから、販売台数は約1億台を売り上げたPSと比べて約1/4程度だった。

## ハードウェア
- メイン基板

型番はSCPH-100。PSの型番SCPH-9000での本体形状の変更により、電源を外付けのACアダプタとすることなどにより、体積比で従来機の約1/3に小型化した。重さは550グラム程。色はライト・グレー。
希望小売価格15,000円で発売され、2001年9月12日に9,980円へ、2002年5月16日にオープン価格へと改定された。
デザインは従来機と同様に後藤禎祐によるものである。丸みを帯びたデザインが特徴である。
SCPH-1000で付いていた数多の外部端子は省かれて電源入力と映像出力のみになった。登場時期がPlayStation 2の発売と前後していたこともあり、ユーザー間にはPS2に搭載されているいわゆる「ワンチップPS」を使用しているのではないかという憶測があったが、内部構造はほとんどSCPH-9000と同等である。ACアダプタ駆動となったため、自動車の電源で駆動するためのカーアダプタも発売された。
言語は各国語から英語に統一された。また、エラー画面では規格外ディスクを認識すると、ブラウザ画面中でも画面が強制的に切り替わり、赤いグラデーションタイルをバックにした「Please Insert PlayStation format disc.」と表示される。

## 周辺機器

### SCE純正
- PS oneと液晶モニタ（SCPH-140）

本機で使用できる周辺機器の詳細は公式サイトを参照。
| 型番      | 名称                           | 発売日         | 備考 |
| --------- | ------------------------------ | -------------- | --- |
| SCPH-110  | アナログコントローラ DUALSHOCK | 2000年7月7日   | 本体同梱。従来機の物とは配色やコネクタの形状が異なっているが端子は同様。次世代機「PlayStation 2」でも接続することが可能。 |
| SCPH-112  | ACアダプタ                     | -              | 本体同梱。 |
| SCPH-120  | ACアダプタ                     | -              | 液晶モニター同梱。 |
| SCPH-130  | 液晶モニター                   | 2001年10月12日 | PS oneとの一体感を優先すべくデザインされ、液晶は320×240ピクセル（QVGA）の画素を持ち、通常のTVモニター並の最大650カンデラを誇る5インチ高輝度TFTパネルへRGBで映像を出力する。音声出力はステレオスピーカーまたはヘッドホン端子。AV IN端子があり4極ミニプラグケーブルで接続することによって汎用モニタとしても使用できる。 |
| SCPH-140  | PS one & 液晶モニター          | 2001年12月22日 | 2002年5月16日価格改定。 |
| SCPH-170  | カーアダプター                 | 2001年12月13日 | |
| SCPH-180  | AV Connection Cable            | 不明           | 液晶モニターに接続して外部出力を映すためのAVケーブル。日本未発売。 |
| SCPH-1020 | メモリーカード                 | 1994年12月3日  | ゲームのセーブデータを保存しておくための補助記憶装置。 |
| SCPH-1050 | RGBケーブル                    | 1995年3月17日  | 音声・映像を出力するためのケーブル。RGB21ピン端子付きのテレビで利用できる。PlayStation 2でも使用可能。 |
| SCPH-1070 | マルチタップ                   | 1995年11月22日 | PlayStation規格ソフトを3人以上でプレイする際に使用する。PlayStation 2規格ソフトには使用できない。形状はL字型。コントローラを4つ接続できる。PlayStation 2用のものは使用不可。 |
| SCPH-1080 | コントローラ                   | 1996年4月2日   | SCPH-5000シリーズの本体に付属。SCPH-1010の改良版。コードが長くなり、ノイズフィルターがついた。 |
| SCPH-1100 | S端子ケーブル                  | 1995年11月22日 | PlayStationをテレビに接続する、S端子のAVケーブル。通常のものより高い画質が出力可能。 |
| SCPH-1120 | RFUアダプターキット            | 1996年11月22日 | RF出力をするためのキット。 |
| SCPH-1140 | AVケーブル                     | 1997年3月14日  | PlayStationをテレビに接続する、映像/音声一体型のケーブル。本体に付属。 |
| SCPH-1200 | アナログコントローラ           | 1997年11月20日 | SCPH-7000/9000シリーズの本体に付属のコントローラ。SCPH-1150にあったSCPH-1110互換モードは省かれた。次世代機「PlayStation 2」でも接続することが可能。 |

### サードパーティ
- サードパーティより非純正の
液晶モニタも発売していた[14][15]

## 評価
本機および周辺機器は2001年度のグッドデザイン賞を受賞した。また専用液晶モニターは2002年度のグッドデザイン賞を受賞した。